# І вічний бій... З життя Олександра Блока
«І вічний бій… З життя Олександра Блока» («И вечный бой… Из жизни Александра Блока») — радянський телефільм 1980 року, знятий режисером Дмитром Барщевським на кіностудії «Мосфільм».

## Сюжет
Телефільм-монографія. Знято до сторіччя від дня народження Олександра Блока.

## У ролях
- Олександр Іванов — Олександр Блок
- Борис Плотников — Сергій Олександрович, полковник, офіцер білогвардійської ставки
- Олена Соловей — Зінаїда Гіппіус
- Альберт Філозов — Андрій Бєлий
- Антоніна Шуранова — Лариса Рейснер
- Олена Михайлова — Любов Менделєєва
- Ніна Русланова — Катя
- Неллі Пшенна — секретар Сергія Олександровича
- Наталія Адаєва — епізод
- Наталія Акімова — епізод
- Родіон Александров — епізод
- Сергій Бехтерєв — епізод
- В'ячеслав Бутенко — епізод
- Олександр Воєводін — епізод
- Карен Геворкян — гість на вечорі
- Олег Голубицький — священик
- Олександр Діденко — епізод
- Ігор Дмитрієв — перехожий
- Лев Золотухін — епізод
- Олена Мельникова — епізод
- Олександр Леньков — епізод
- Тетяна Пілецька — епізод
- Володимир Піцек — епізод
- Ігор Фокін — епізод
- Григорій Шпігель — редактор
- Коля Журавльов — епізод
- Таня Смикова — епізод
- Михайло Калінкин — наглядач
- Лариса Матвєєнко — епізод

## Знімальна група
- Режисер — Дмитро Барщевський
- Сценаристи — Наталія Віоліна, Дмитро Барщевський
- Оператор — Володимир Бондарєв
- Композитор — Олександр Бєляєв
- Художник — Наталія Мєшкова